# Vikendica
Vikendica je manja kuća za odmor, objekt namijenjen stanovanju izvan mjesta stalnog boravka.
Može biti montažne ili čvrste gradnje. Za razliku od apartmana, vikendica je samostojeća kuća ili kuća u nizu. Najčešće je izvan većih gradova u okolišu koji pogoduje opuštanju i rekreaciji, okružena zelenilom. Vikendica se razlikuje od vile skromnijom veličinom i uređenjem.
Termin (skovan prema engleskom "Weekend") je ušao u hrvatski jezik negdje 1950-ih godina. Popularan postaje u sljedećem desetljeću, kada veći broj ljudi postaje sposoban urediti sebi neku vrstu "vikendice". Životni standard je rastao, zahvaljujući razvoju jugoslavenske ekonomije i zaradama gastarbajtera, a kako su u tadašnjem sustavu mogućnosti za produktivno ulaganje novca bile ograničene, novac je ulagan u materijalna dobra. Također, za ljude koji su se preseljavali u grad u razdoblju ubrzane urbanizacije, a u njemu nisu rođeni, "vikendica" je sredstvo vezanosti s rodnim krajem, ili pak mjesto bijega iz grada "u prirodu", ili "na odmor". 
U razdoblju do kraja 1980-ih do raspada Jugoslavije, "vikendica" je postala važan statusni simbol za one koji je posjeduju, i čest predmet snova za one koji je nemaju. Tim su pojmom bili obuhvaćeni objekti u ogromnom rasponu: od malo prilagođenih tradicionalnih klijeti, do pravih vila, koje su često zapravo bile kuće s apartmanima za iznajmljivanje turistima. Također postoji načelno važna razlika između vikendica koje su građene u unutrašnjosti, često na mjestima odakle graditelj potječe, i onih građenih na morskoj obali, često u "divljim" naseljima.

## Sovjetski Savez
Dače (ruski дача) su bile su široko rasprostranjena u većini dijelova bivšeg Sovjetskog Saveza. Procjenjuje se da je oko 50% ruskih obitelji koje žive u velikim gradovima posjeduju vikendice.